# Кулач Владислав Ігорович
Владисла́в І́горович Ку́лач (нар. 7 травня 1993, Донецьк, Україна) — український футболіст, нападник. Грав за молодіжну збірну України.

## Клубна кар'єра

### Ранні роки
Владислав Кулач народився в Донецьку. З 2006 року виступав у чемпіонаті ДЮФЛ за донецький «Олімпік-УОР».

### «Шахтар»

#### «Шахтар-3»
У 2010 році перейшов до системи донецького «Шахтаря», виступав за академію «гірників», «Шахтар-3», юнацьку та молодіжну команди.

#### Оренда в «Іллічівець»

##### Сезон 2013/14
Напередодні сезону 2013/2014 на правах оренди перейшов до маріупольського «Іллічівця». 10 серпня 2013 року дебютував у складі «Іллічівця» в Прем'єр-лізі, вийшовши на 85-й хвилині матчу проти «Ворскли» замість Давида Таргамадзе. Цікаво, що Кулач став 200-им гравцем маріупольської команди за час її виступів у найвищому дивізіоні Чемпіонату України. Першим забитим м'ячем Владислав відзначився вже у наступному поєдинку, вразивши 17 серпня 2013 року ворота донецького «Металурга». У тому ж матчі відзначився гольовим пасом. А у наступному матчі проти донеччан також відзначився гольовою передачею і отримав жовту картку. У наступному матчі забив гол у ворота «Чорноморця» на 28-й хвилині. У матчі 19 туру забив гол «Карпатам». А в матчі з «Говерлою» знову віддав гольовий пас. Останній матч у сезоні провів проти «Таврії», в якому відзначився гольовою передачею.

##### Сезон 2014/15 (перша частина)
У першому матчі сезону вже на 6-й хвилині забив гол «Волині». У матчі з «Говерлою» віддав гольову передачу. Отримав жовту картку в матчі з «Дніпром». У Кубку України відзначився голом у ворота «Ворскли». Отримав червону картку в матчі з «Олімпіком». Забив гол у ворота запорізького «Металурга».

#### Оренда в «Металург»
Наприкінці січня 2015 року уклав орендну угоду із запорізьким «Металургом» терміном на півроку. У дебютному матчі з «Говерлою» заробив жовту картку. У матчі проти «Карпат» віддав гольовий пас. А в останньому матчі сезону заробив жовту картку.

#### Оренда в «Сталь»
У сезоні 2015—2016 приєднався на правах оренди до дніпродзержинської «Сталі». Дебютний матч провів проти львівських «Карпат». Два матчі поспіль забивав голи. Від нього постраждали «Волинь» у матчі чемпіонату і черкасський «Дніпро» у кубковому матчі. У матчі проти запорізького «Металурга» оформив дубль. А у наступному матчі проти «Металіста» забив гол. У матчі 16 туру відзначився голом у ворота луганської «Зорі». Останній матч за дніпродзержинців провів проти «Олімпіка» з Донецька.

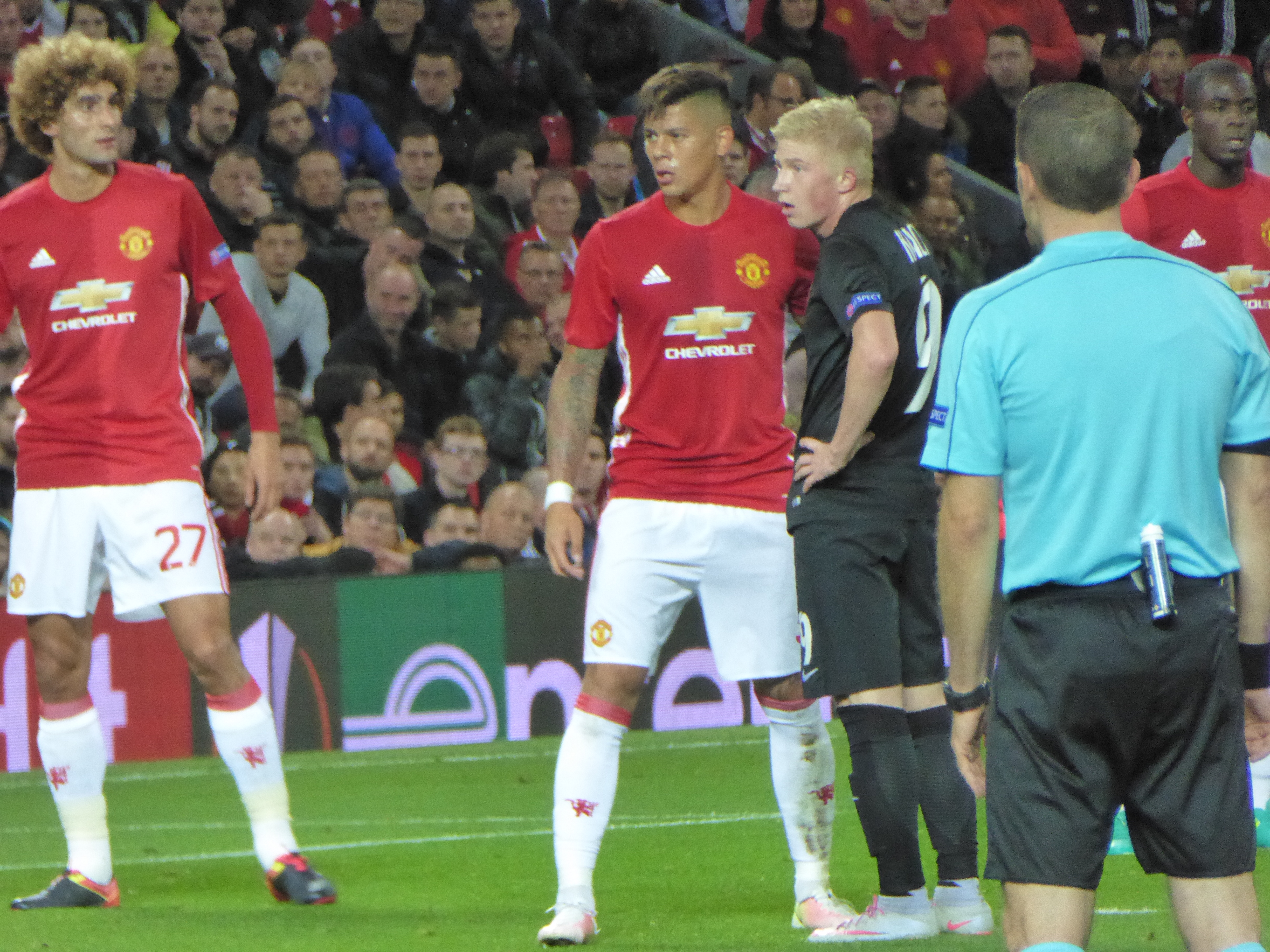
Владислав Кулач у матчі Ліги Європи УЄФА проти «Манчестер Юнайтед». 2016 рік.

#### Оренда в «Ексішехірспор»
У зимове трансферне вікно перейшов на правах оренди до турецького «Ескішехірспора». Дебютував у матчі 19 туру проти «Сівасспору». Отримав жовту картку. Також заробив «гірчичник» у наступному матчі проти «Різеспору». У матчі 23 туру зіграв проти «Бурсаспора». А в останньому матчі проти «Аксіхар Беледієспору» відзначився гольовою передачею і отримав жовту картку. За підсумками сезону клуб вилетів з Суперліги.

#### Подальші оренди
Наприкінці червня 2016 року став гравцем луганської «Зорі» на умовах оренди терміном на 1 рік.
15 червня 2017 року на своїй сторінці в Instagram відомий український агент Вадим Шаблій розповів, що його клієнт Владислав Кулач став гравцем «Ворскли». З полтавчанами Владислав став бронзовим призером чемпіонату України у сезоні 2017/18, завдяки чому кваліфікувались до групового етапу Ліги Європи, де 4 жовтня 2018 року у 2 турі забив гол у ворота лісабонського «Спортінга», але «Ворскла» програла з рахунком 1:2. А вже 25 жовтня 2018 року Владислав Кулач забив у ворота «Карабаху», а «Ворскла» перемогла 1:0. Тим самим Владислав приніс своїй команді першу та єдину перемогу в тій Лізі Європи.
Влітку 2019 року на правах оренди перейшов до угорського «Гонведа», де провів півроку.

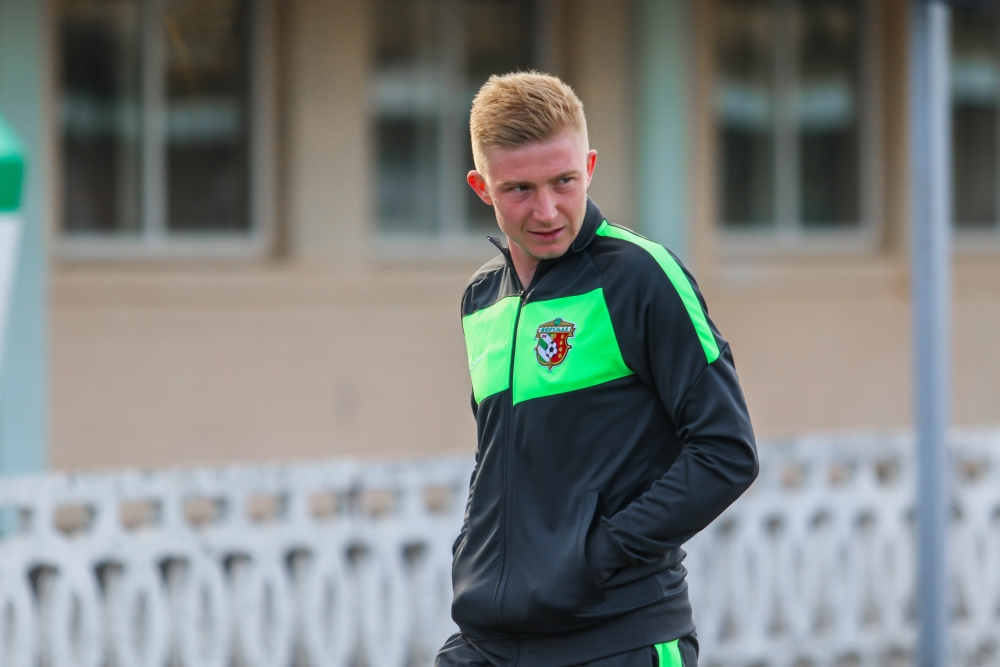
Владислав Кулач під час виступів за «Ворсклу». 2021 рік.

### «Ворскла»
У січні 2020 року підписав півторарічний контракт з полтавською «Ворсклою» і того ж року став з командою фіналістом Кубка України 2019/20. У наступному сезоні 17 квітня 2021 року в домашньому матчі 22-го туру чемпіонату Кулач забив три голи за «Ворсклу» у ворота «Зорі» (4:2), відзначившись своїм першим хет-триком у кар'єрі. Загалом забивши за сезон 15 голів (в тому числі 5 — з пенальті) у 21 матчі (1686 проведених хвилин), Кулач посів перше місце у перегонах бомбардирів УПЛ, ставши першим гравцем «Ворскли», який зумів виграти цей титул.
Втім, продовжувати контракт з полтавчанами Владислав не став, отримавши статус вільного агента. Стало відомо, що нападник поїхав на збори з київським «Динамо».

### «Динамо»
28 липня 2021 року підписав контракт з «Динамо» (Київ) по схемі 2+1.

### «Зіра»
25 січня 2023 року перейшов до азербайджанського клубу «Зіра».

## Збірна
З 2009 року почав залучатися до матчів юнацьких збірних України різних вікових категорій.
4 червня 2013 року Кулач вперше надягнув футболку української «молодіжки», замінивши на 58-й хвилині Віталія Буяльського у матчі проти збірної Словенії.

## Статистика виступів
Статистичні дані виступів у професійних клубах наведено станом на 9 січня 2015 року
| Сезон                | Команда              | Чемпіонат            | Чемпіонат | Чемпіонат | Кубок | Кубок | Кубок | Єврокубки | Єврокубки | Єврокубки | Інші кубки | Інші кубки | Інші кубки | Всього | Всього |
| Сезон                | Команда              | Змаг.                | Матчі     | Голи      | Змаг. | Матчі | Голи  | Змаг.     | Матчі     | Голи      | Змаг.      | Матчі      | Голи       | Матчі  | Голи   |
| -------------------- | -------------------- | -------------------- | --------- | --------- | ----- | ----- | ----- | --------- | --------- | --------- | ---------- | ---------- | ---------- | ------ | ------ |
| 2009—2010            | «Шахтар-3»           | 2Л                   | 7         | 0         | КУ    | —     | —     | —         | —         | —         | —          | —          | —          | 7      | 0      |
| 2010—2011            | «Шахтар-3»           | 2Л                   | 10        | 5         | КУ    | —     | —     | —         | —         | —         | —          | —          | —          | 10     | 5      |
| Всього в «Шахтарі-3» | Всього в «Шахтарі-3» | Всього в «Шахтарі-3» | 17        | 5         |       | 0     | 0     |           | 0         | 0         |            | 0          | 0          | 17     | 5      |
| 2013—2014            | «Іллічівець»         | ПЛ                   | 24        | 3         | КУ    | 1     | 0     | —         | —         | —         | —          | —          | —          | 25     | 3      |
| 2014—2015            | «Іллічівець»         | ПЛ                   | 12        | 2         | КУ    | 1     | 1     | —         | —         | —         | —          | —          | —          | 13     | 3      |
| Всього в «Іллічівці» | Всього в «Іллічівці» | Всього в «Іллічівці» | 36        | 5         |       | 2     | 1     |           | 0         | 0         |            | 0          | 0          | 38     | 6      |
| 2014—2015            | «Металург» З         | ПЛ                   | 9         | 0         | КУ    | 0     | 0     | —         | —         | —         | —          | —          | —          | 9      | 0      |
| Всього в «Металурзі» | Всього в «Металурзі» | Всього в «Металурзі» | 9         | 0         |       | 0     | 0     |           | 0         | 0         |            | 0          | 0          | 9      | 0      |
| 2015—2016            | «Сталь» Днд          | ПЛ                   | 0         | 0         | КУ    | 0     | 0     | —         | —         | —         | —          | —          | —          | 0      | 0      |
| Всього в «Сталі»     | Всього в «Сталі»     | Всього в «Сталі»     | 0         | 0         |       | 0     | 0     |           | 0         | 0         |            | 0          | 0          | 0      | 0      |
| Всього за кар'єру    | Всього за кар'єру    | Всього за кар'єру    | 62        | 10        |       | 2     | 1     |           | 0         | 0         |            | 0          | 0          | 64     | 11     |

## Досягнення
- Бронзовий призер чемпіонату України: 2016/17, 2017/18
- Фіналіст Кубка України: 2019/20

### Індивідуальні
- Найкращий бомбардир чемпіонату України: 2020/21